# Specie di Theridiidae
L'elenco esaustivo delle specie della famiglia di ragni Theridiidae è alquanto lungo.
Si è provveduto a dividerlo nella seguenti sottopagine:
- Per le specie incluse in generi che hanno per iniziale dalla lettera A alla lettera D: Specie di Theridiidae (A-D)
- Per le specie incluse in generi che hanno per iniziale dalla lettera E alla lettera S: Specie di Theridiidae (E-S)
- Per le specie incluse in generi che hanno per iniziale dalla lettera T alla lettera Z: Specie di Theridiidae (T-Z)